# LSD (비디오 게임)
《LSD》(Lunacy Savage Dream)는 1998년 일본의 비디오 게임, 영화 제작사인 아스믹 에이스 엔터테인먼트에서 제작한 플레이스테이션용 게임이다. '드림 에뮬레이터'를 표방해 제작되었으며, 게임 내용은 제작진이 10년 동안 쓴 꿈일기에 기반하고 있다.

## 개요
일반적인 비디오 게임과 달리, LSD에서 플레이어가 할 수 있는 것은 꿈 속 세계를 방황하는 것뿐이다. 꿈 속을 방황하다가 특정한 물체나 벽 등에 부딪히면 꿈의 다른 장면으로 이동하게 되는데, 이를 링크라고 한다. 링크는 랜덤이지만 규칙성이 보이는 경우도 있다.
하루의 시간은 어느 정도 정해져 있어 (게임 중에는 표시되지 않는다.) 초원 등의 온화한 장소에서는 천천히, 거리 등의 장소에서는 시간이 빨리 흘러 정해진 시간이 지나면 꿈에서 깨어나 타이틀 화면으로 돌아온다. 하루의 꿈이 끝나면 꿈의 내용에 따라 그래프가 나타나는데, 이에 따라 다음 꿈의 내용이 달라진다. 플레이 회수는 날짜로 카운트되고, 어느 정도 꿈을 꾸면 벽의 모양이나 캐릭터의 모습 등 꿈 속 세계의 내용에 점점 바뀌어간다.
꿈에는 꿈의 세계를 걷는 것 이외에 짧은 시가 나타나거나 실사 동영상이 흐르는 등 다양한 패턴이 있다. 또, 꿈의 세계에는 드물게 수수께끼의 인물이 출현하는데, 이 캐릭터가 이 게임에서 유일하게 '적'이라고 할 수 있는 존재이다. 이 캐릭터와 만나면 기억이 말소되어 지금까지의 기억의 리플레이를 볼 수 없게 된다.
현재는 기본적으로 입수가 힘들어져서 인터넷상의 옥션 등에서는 정가를 넘는 고가가 붙는 경우가 많다.

## 음악
게임 중에는 500종류의 패턴이 배경 음악으로 나온다. 이 음악들은 켄 이시이와 같은 뮤지션들이 제작하였다. 게임 초회 한정판에는 음악 CD가 특전으로 제공되었다.